# Bourg-Achard
Bourg-Achard là một xã thuộc tỉnh Eure trong vùng Normandie miền bắc nước Pháp.

## Huy hiệu
| Arms of Bourg-Achard | The arms of Bourg-Achard are blazoned: Gules, a cross between 4 mullets argent pierced azure. |